# Згораны
Згора́ны (укр. Згорани) — село в Головненской поселковой общине Ковельского района Волынской области Украины.
До 2020 года входило в Любомльский район.
Код КОАТУУ — 0723382201. Население по переписи 2001 года составляет 1381 человек. Почтовый индекс — 44313. Телефонный код — 3377. Занимает площадь 3 км².
Возле села находятся Большое и Малое Згоранские озёра.
В Згоранах происходит большая часть действия романов «Век Якова», «Соло для Соломии», «Дева Млынища», созданных украинским писателем, уроженцем Згоран, Владимиром Лисом.